# Шмигельський Василь Петрович
Василь Петрович Шмигельський (1920, місто Шепетівка, тепер Хмельницької області — ?) — український радянський діяч, залізничник, старший машиніст паровозного депо станції Шепетівки Хмельницької області. Депутат Верховної Ради УРСР 5—6-го скликання.

## Біографія
До 1941 року працював кочегаром на залізниці.
З 1941 року — у Червоній армії. Учасник німецько-радянської війни. Служив кочегаром, головним кондуктором 4-го залізничного батальйону 2-го Білоруського фронту. Потім працював на відбудові залізничного транспорту.
З березня 1948 року — помічник машиніста, машиніст, старший машиніст паровозного депо станції Шепетівки Хмельницької області. Виступав ініціатором водіння великовагових поїздів. Член КПРС.
Потім — на пенсії у місті Шепетівці Хмельницької області.

## Нагороди
- орден Вітчизняної війни 2-го ст. (23.12.1985)
- ордени
- медаль «За оборону Москви» (1945)
- медалі